# Ramón Villeda Morales
José Ramón Adolfo Villeda Morales (1908-1971) va ser el president d'Hondures entre 1957 i 1963.

## Biografia
Atret per les ciències mèdiques, té una actuació brillant com a estudiant universitari; dirigeix la revista Joventud Medica Hondureña, funda i dirigeix amb altres companys el periòdic El Universitario, és elegit president de la Federació d'Estudiants Universitaris, i representa en l'exterior a la joventut universitària d'Hondures.
Després d'aprovar els seus estudis amb altes notes i realitzar les pràctiques reglamentàries en tots els serveis clínics, opta al títol de Doctor en Medicina i Cirurgia. Inicia la seva vida professional en Santa Rosa de Copán, on presta, ad-honorem, els seus serveis a l'Hospital del Occidente.
El 25 d'abril de 1936 contreu matrimoni amb la professora Alexandrina Bermúdez Milla. D'aquest matrimoni neixen sis fills, tots homes: Ramón Adolfo, Rubén Antonio, Alejandro, Maurici, Leonardo i Juan Carlos.
En 1937 una de les institucions científiques més importants d'Europa, la tradicional Universitat Humboldt de Berlín a Berlín, Alemanya; li atorga una beca per a estudis d'especialització.
La permanència a Europa de Villeda Morales, en vespres de la Segona Guerra Mundial, marca no només una època de realitzacions i conquestes en pla mèdic, sinó també una profunda preocupació amb la cultura i la situació política del vell món.

## Presidència del Col·legi Mèdic Hondureny
En 1940 instal·la el seu consultori mèdic en Tegucigalpa i en poc temps és un dels professionals més coneguts i populars en totes les classes socials. Després és elegit president del Col·legi Mèdic Hondureny.
Organitza el primer Consultori de la Creu Roja Hondurenya, on milers de pobres reben atenció mèdica i tractament gratuït, per a després, des de la presidència de la República, organitzar les Clíniques Perifèriques que des dels quatre punts cardinals de Tegucigalpa, presten assistència a la població d'escassos recursos.
Es pot dir que la seva carrera política comença des de l'inici de la seva vida ciutadana. En 1948 mobilitza a la joventut hondurenya i es consagra a la reorganització del Partit Liberal, i amb el córrer dels anys aconseguirà transformar l'organisme tradicional en un dels corrents més progressistes de l'Istme.

## Presidència del consell Suprem Liberal
Un any més tard assumeix la Presidència del consell Suprem Liberal; intensifica l'obra de reorganització en pla nacional; funda el diari El Pueblo, al servei de les forces democràtiques de la nació hondurenya; organitza fronts econòmics per donar-li un patrimoni al Partit; estableix relacions amb partits polítics d'afinitat ideològica en l'exterior, i aconsegueix unificar les forces disperses del liberalisme amb emotivitat i alt esperit de lluita.
Al maig de 1953 presenta a la Convenció del Partit Liberal dos documents de gran importància: el nou Estatut i el renovat Programa Ideològic. Villeda Morales introdueix una nova tàctica de lluita mobilitzant a les masses. En el seu oratòria demolidora, però al mateix temps conciliadora, s'escolten al final de cada discurs les paraules d'estímul: Sempre Avanci, ni un Pas Enrere!
L'abril del 1954 la Convenció Liberal va proclamar la candidatura de Ramón Villeda Morales a la Presidència de la República. Aquest succés es va donar el mateix dia de l'aniversari matrimonial del candidat liberal, qui va excitar a la seva esposa, donya Alexandrina de Villeda Morales, perquè pugés a la plataforma on se li ovacionava. Des d'aquest moment la dona entra a formar part activa de la política hondurenya.

## President constitucional de la república
Villeda Morales obté una ressonant victòria en el mes d'octubre, victòria absoluta, que es va fer aparèixer com a relativa. Villeda Morales va ser expulsat per mitjà d'un cop d'estat del país i es transfereix a Costa Rica.
El 26 d'agost de 1957 després del derrocament de la dictadura fa tornada a la Pàtria, sent rebut apoteoticament a la ciutat de San Pedro Sula per una multitud de 100,000 persones. S'inicia ara una de les més breus i dinàmiques campanyes polítiques durant la qual Villeda Morales recorre el país acompanyat dels més excel·lents liberals.
Villeda Morales té 49 anys, quan per segona vegada és elegit president d'Hondures i es troba en l'auge de la seva popularitat i de les seves forces creadores com a intel·lectual i com a polític.
El 21 de desembre de 1957, davant els representants de 40 nacions i d'una multitud incalculable, Ramón Villeda Morales comença el seu mandat presidencial, per voluntat del poble. Aquest mandat havia de durar fins al 21 de desembre de 1963, però pocs dies abans del terme del mandat, una rebel·lió ho treu del poder el dia 3 d'octubre de 1963, obligant-ho de nou a buscar asil en Costa Rica.
Villeda Morales mor el 8 d'octubre de 1971, a l'edat de 63 anys, quan s'exercia com a President de la Missió Permanent d'Hondures davant l'Organització de les Nacions Unides a Nova York, on havia presentat credencials el 20 de setembre del mateix any.